# Schlacht von Dapur

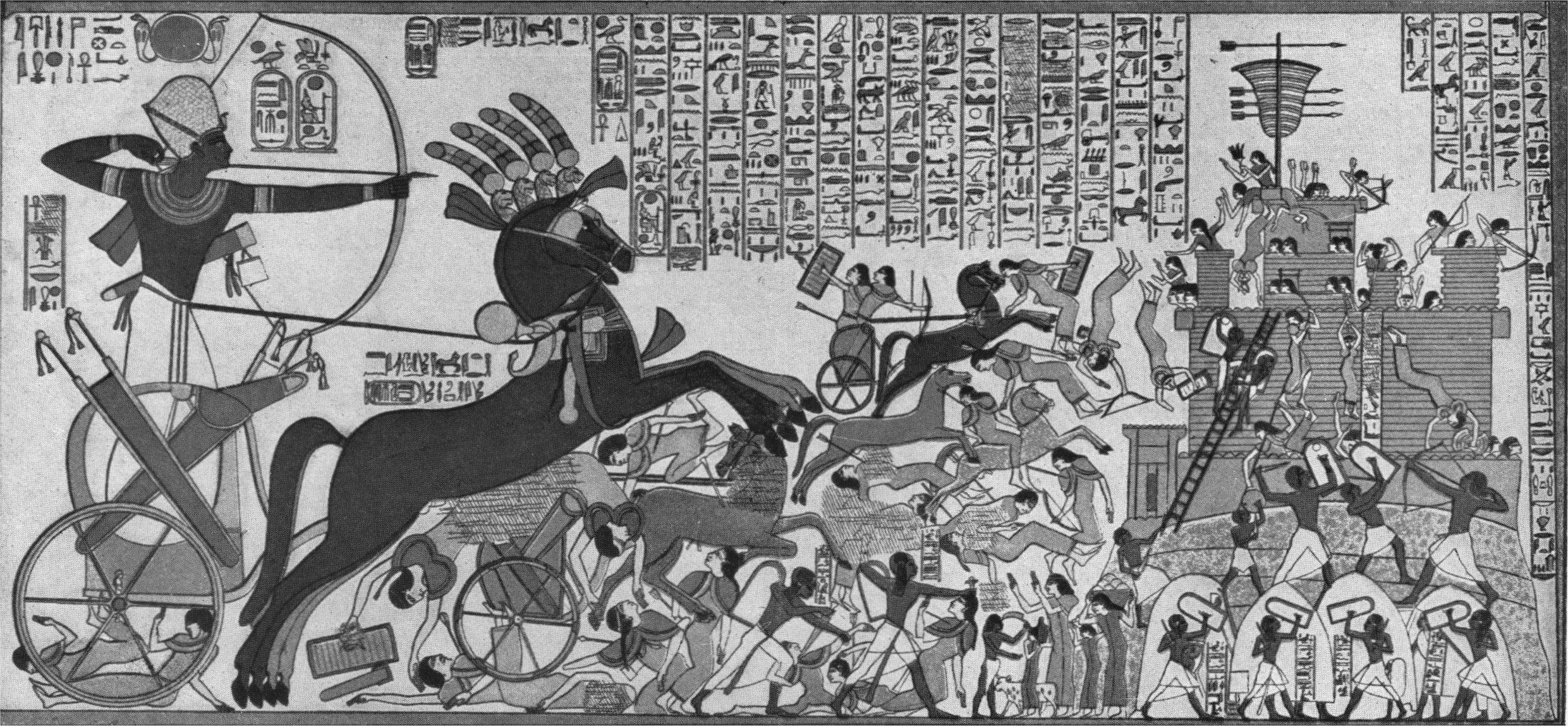
Die Schlacht von Dapur

Die Schlacht von Dapur beschreibt eine der bedeutendsten Eroberungen des ägyptischen Pharaos Ramses II. während seines Feldzuges gegen das Hethitische Reich. Dabei gelang Ramses die Einnahme der stark befestigten Zitadelle von Dapur. Dapur war zu dieser Zeit eine hethitische Stadt im heutigen Gouvernement Homs in Syrien.

## Vorgeschichte
Im 13. Jahrhundert v. Chr. kämpften die Ägypter und Hethiter um die Vorherrschaft in Retjenu (Region des heutigen Palästinas und Syriens). Nach der verlustreichen Schlacht bei Kadesch formierte Ramses II. sein Heer neu und startete drei Jahre später (1271 v. Chr.) abermals einen Feldzug ins palästinensisch-syrische Gebiet, das weiterhin unter der Herrschaft der Hethiter stand. Ramses II. eroberte einige wichtige Städte, wie etwa Gaza, Jaffa, Tyros, Sidon und Beirut. Der neue hethitische Großkönig Muršili III. griff während des Feldzuges Ramses’ II. nicht ein. Der Pharao vermied einen erneuten Angriff auf Kadesch und marschierte zur hethitischen Stadt Dapur, die ungefähr 100 km nördlich von Kadesch lag.

## Die Schlacht
Über die Truppenstärke und den genauen Verlauf der Schlacht ist nicht viel bekannt. Die bildliche Darstellung im Totentempel Ramesseum gibt an, dass Ramses II. ein Heer aus Streitwagen, Bogenschützen und Infanterie mit Schwertern und Schilden hatte. Auch ein Reiter ist zu sehen, was eventuell auf eine Kavallerie hindeutet. Auch die Verteidiger von Dapur hatten Bogenschützen sowie Speerträger. Die Ägypter versuchten mit Leitern die Festung zu erklimmen, die von den Hethitern mit Speeren, Pfeilen und Steinkugeln verteidigt wurde. Schließlich musste Dapur kapitulieren und die Ägypter nahmen die Stadt ein.

## Folgen
Der Krieg Ägyptens gegen das Hethitische Reich um die Herrschaft in Retjenu brachte in der nachfolgenden Zeit keinen eindeutigen Sieger. Immer wieder wechselte die Herrschaft über die syrischen Städte. Erst als das Assyrische Reich im Norden eine Bedrohung für die Hethiter wurde, schloss das Hethitische Reich 1259 v. Chr. mit Ägypten einen Friedensvertrag, da man einen Zweifrontenkrieg vermeiden wollte. Der ägyptisch-hethitische Friedensvertrag gilt als ältester schriftlicher Friedensschluss. Seine Auszüge hängen im UNO-Gebäude in New York.

## Archäologische Quelle
Die Schlacht von Dapur ließ Ramses II. auf den Wänden seines Totentempels Ramesseum in Theben darstellen. Zu sehen ist dort der ungepanzerte Pharao Ramses II., der mit seinem Streitwagen die Gegner überrollt und mit einem Bogen auf die Verteidiger von Dapur schießt. Ramses’ Heer erstürmt die Festung mit Leitern, während Bogenschützen die Verteidiger von Dapur beschießen. Ebenfalls zu sehen sind ägyptische Fußtruppen, die zwei von Ramses’ Söhnen mit Schilden schützen. Die Verteidiger von Dapur schießen ebenfalls mit Pfeilen und Geschossen auf die Angreifer und versuchen die Erklimmer mit Speeren abzuwehren. Außerdem sieht man weitere Streitwageneinheiten und Kavallerie.